# Jordi VI de Geòrgia
Jordi VI conegut com el petit (Mtsiré), fou rei de Geòrgia del 1308 fins al 1313. Va néixer el 1308, i era fill de David VIII.
David VIII, rei de Geòrgia sempre oposat als mongols o Il-khan, fou deposat el 1301 i el Khan va nomenar un germà de David VIII, anomenat Vakhtang III, com a rei. El 1308 va ser col·locat en el tron, el fill de David, anomenat Jordi VI sota regència del seu oncle Jordi que havia estat efímerament rei el 1299 essent encara menor. Durant aquest temps David VIII estava rebel·lat però va morir el 1310.
El 1313 Jordi VI va morir essent jove; després d'un temps de vacil·lacions el kan va acceptar com a rei al regent Jordi conegut com a Jordi V l'il·lustre o el Brillant.